# Castrogonzalo
Castrogonzalo är en ort och kommun i provinsen Zamora i den autonoma regionen Kastilien och León i nordvästra Spanien. Orten ligger cirka 55 kilometer norr om Zamora. Kommunen har 430 invånare (2024), på en yta av 25,03 km². Kommunen gränsar i väster till Benavente och Villanueva de Azoague, i öster och norr till Fuentes de Ropel samt i söder till San Esteban del Molar. Genom kommunen flyter floderna Esla och Cea.
Kommunen utgör knutpunkt för A-6 (Autovía del Noroeste) Madrid–A Coruña och N-610 mellan Castrogonzalo och Palencia. Castrogonzalo ligger längs den historiska handelsleden Vía de la Plata.